# Ogdoconta
Ogdoconta is een geslacht van vlinders van de familie Uilen (Noctuidae), uit de onderfamilie Condicinae.

## Soorten
- O. altura Barnes
- O. cinereola Guenée, 1852
- O. cymographa Hampson, 1910
- O. gamura Schaus, 1921
- O. justitia Dyar, 1919
- O. lilacina Druce, 1890
- O. moreno Barnes, 1907
- O. musculus Schaus, 1898
- O. plumbea Dyar, 1912
- O. pulverulenta Schaus, 1911
- O. pulvilinea Schaus, 1911
- O. sexta Barnes & McDunnough, 1913
- O. tacna Barnes, 1904